# 일반대안혁명군
일반대안혁명군(스페인어: Fuerza Alternativa Revolucionaria del Común)은 콜롬비아의 좌익 정당으로 구스타보 페트로 정부에 호의적인 단체이다.